# Capela Foujita
Em 1964, o pintor Tsuguharu Foujita, convertido ao catolicismo, decidiu construir uma capela em Reims. De seu nome real capela Notre-Dame-de-la-Paix, a capela, em estilo neo-românico, está localizada perto do centro histórico de Reims, na rue du Champ-de-Mars. 
A construção começou em 1965. Em agosto de 1966, Foujita completou seu trabalho. Ele tinha 80 anos quando realizou este projeto .
O interior do edifício é amplamente coberto com afrescos pintados por Foujita e representando diferentes passagens da História Sagrada, a maioria das quais retratam cenas da vida de Cristo.